# Ethnografisches Museum Stockholm
Das Ethnografische Museum Stockholm (schwedisch Etnografiska museet) zeigt Exponate aus China, Japan, Korea, Süd- und Südostasien, Ozeanien, Afrika, Nord- und Südamerika. Die ethnografische Sammlung enthält ungefähr 220.000 Objekte. Das Museum ist auch Sitz der Sven Hedin Foundation.
Es gehört seit 1999 zu den Världskulturmuseerna, die aus dem Etnografiska Museet, dem Medelhavsmuseet und dem Östasiatiska Museet in Stockholm sowie dem Världskulturmuseet in Göteborg gebildet werden.

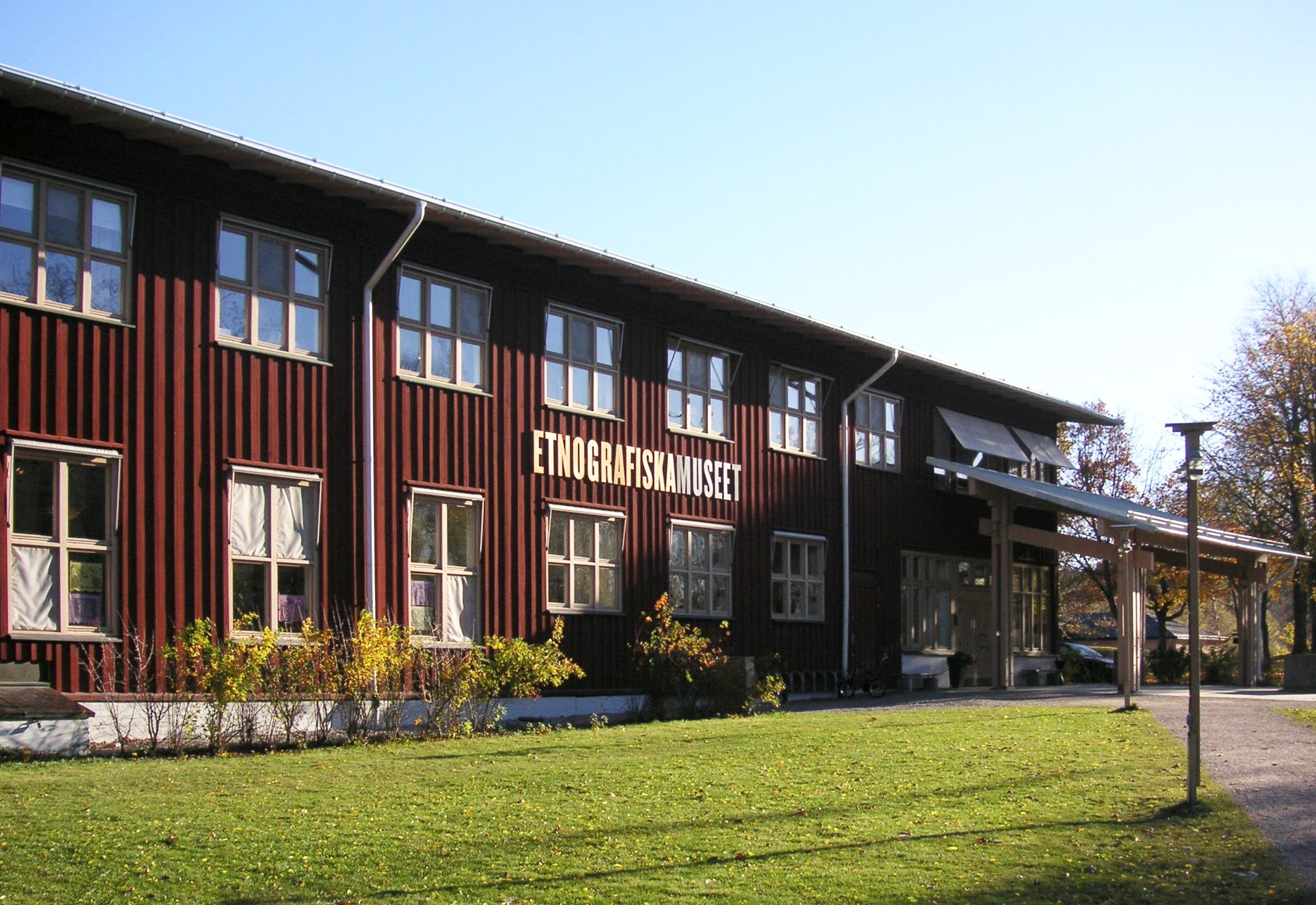
Das Ethnografische Museum in Stockholm, Herbst 2007

## Geschichte
Die Anfänge der Sammlung gehen auf die königliche Wissenschaftsakademie zurück, die 1739 gegründet wurde. Die ersten Gegenstände wurden in der ersten Hälfte des 17. Jahrhunderts nach Schweden eingeführt. Das Museum wurde als eigenständige Institution im Jahr 1900 gegründet. Erster Direktor wurde der Archäologe, Entomologe und Ethnologe Hjalmar Stolpe (1841–1905). Zuerst war das Museum im Zentrum Stockholms untergebracht, später in ehemaligen Militärbaracken am Ladugårdsgärdet. An gleicher Stelle wurde 1980 das neue preisgekrönte Gebäude, typisch schwedisch mit falunroter Fassade, eingeweiht.

## Sammlungen
Die frühesten, historisch eingegangenen Sammlungen stammen aus der ehemaligen Kolonie Neuschweden in den heutigen USA. Umfangreiche Sammlungen wurden z. B. durch schwedische Teilnehmer an den Reisen von James Cook nach Schweden gebracht (etwa Anders Sparrman), daneben auch von Handelsunternehmungen in verschiedenen Teilen der Welt, etwa der Karibik (z. B. Sammlung Samuel Fahlberg).
Im 19. Jahrhundert wurden die Sammlungen durch zahlreiche Expeditionen, Schenkungen, Tauschvorgänge und Ankäufe erweitert. Wichtige Bestände sind z. B. die Sammlung Francisco da Silva Castro aus Südamerika (Eingang 1865), die Sammlung Adolf Erik Nordenskiöld aus Grönland (1870/71 in Grönland gesammelt und 1873 und 1881 übergeben) und die Sammlungen der Vega-Expedition (1878–1880) aus den Polargebieten und Japan und der Vanadis-Expedition, einer schwedischen Weltumseglung der Jahre 1883–1885.
Mit der Gründung des Museums als eigenständiger Institution im Jahr 1900 begann eine Phase des gezielten Ankaufs von Beständen. 1913 führte der zweite Direktor des Museums, Carl Vilhelm Hartman (1862–1941) eine Einkaufsreise rund um die Welt durch. Zuvor war er mehrere Jahre an Ausgrabungen in Costa Rica beteiligt. Von diesen stammen mehr als 6.000 Objekte in den Beständen des Etnografiska Museet. Von den Reisen von Sven Hedin (1865–1952) stammen etwa 12.000 Objekte. Ab der zweiten Hälfte des 20. Jahrhunderts kam es kaum noch zu größeren Sammlungszugängen. Teile der königlichen Sammlungen befinden sich als Leihgaben im Museum, darunter zahlreiche diplomatische Geschenke.

## Teehaus
Im Garten des Museums steht ein japanisches Teehaus, Zu-Ki-Tei. Das erste Teehaus wurde dem Museum ca. 1935 gestiftet, aber 1969 durch einen Brand zerstört. Durch die Initiative der Schwedisch-Japanischen Gesellschaft konnte 1990 ein neues japanisches Teehaus aufgestellt werden. Es ist zwischen Mai und Oktober jeden Mittwoch für Besucher geöffnet. In dem Teehaus werden im Sommer regelmäßig Teezeremonien abgehalten.

## Rückgabe von Kunstgegenständen
Das Museum beschäftigt sich ebenfalls mit der Problematik des unrechtmäßigen Erwerbs von Sammlungsobjekten. So wurden 1994 ein Jaguar-Relief nach Guatemala, 2004 die Überreste von Aborigines nach Australien und 2006 ein Totempfahl an die Haisla Nation in Kanada zurückgegeben. Im Februar 2023 wurde bekanntgegeben, dass 39 Gegenstände aus dem Königreich Benin an Nigeria zurückgegeben werden sollen.